# Mariano Canaveris
Mariano Canaveris (1783-1840s)  fue un docente argentino, que sirvió en la Escuela de la Piedad (San Nicolás (Buenos Aires).

## Biografía
Mariano Canaveris nació en Buenos Aires, hijo de don Juan Canaveris y doña Bernarda Catalina de Esparza, pertenecientes a una distinguida familia. Fue casado con Tiburcia Ravelo (criolla de origen portugués), hija de Manuel Sosa Ravelo y Jacinta Troncoso.
Durante las Invasiones Inglesas en el Río de la Plata, Canaveris sirvió como ayudante en el regimiento de Húsares de Pueyrredón. Luego se desempeñó como empleado en la Real Audiencia de Buenos Aires. En 1814 fue nombrado Preceptor del Colegio de la Piedad. En 1826 Canaveris y su esposa (también docente) fundaron un colegio privado en la zona de Olivos, Provincia de Buenos Aires.
Mariano Canaveris y Tiburcia Ravelo fueron los abuelos de Tomás y Ángel Canaveri.